# سار (فیلم)
سار (انگلیسی: The Starling) یک فیلم سینمایی کمدی-درام آمریکایی محصول سال ۲۰۲۱ به کارگردانی تئودور ملفی، از فیلمنامه مت هریس است. در این فیلم ملیسا مک‌کارتی، کریس اودوود، کوین کلاین، تیموتی اولفینت، داوید دیگز، اسکایلر گیزوندو، لورا هری‌یر و لرتا دیواین از بازیگران اصلی این فیلم هستند. این فیلم در جشنواره بین‌المللی فیلم تورنتو ۲۰۲۱ در ۱۲ سپتامبر ۲۰۲۱ به نمایش درآمد و در ۱۷ سپتامبر ۲۰۲۱ اکران محدودی داشت، و سپس در نتفلیکس در ۲۴ سپتامبر ۲۰۲۱ منتشر شد و نقدهای نامطلوبی از منتقدان دریافت کرد.

## داستان
داستان فیلم ماجراهای مربوط به یک زن و شوهر را دنبال می‌کند که پس از یک حادثه غم‌انگیز دچار افسردگی شده‌اند. در حالی که شوهر این خانواده (با بازی کریس اودوود) تصمیم می‌گیرد تا در تنهایی با وضعیت خود کنار بیاید، خانم خانواده که لیلی نام دارد (با بازی مک‌کارتی) در خانه می‌ماند تا از باغچه‌ای که ساخته‌اند مراقبت کند. اما مشکل بزرگ مربوط به یک پرنده سار سیاه است که از این باغچه خوشش آمده و تصمیم گرفته لانه‌اش را در آنجا بسازد.

## فیلمبرداری
فیلم‌برداری اصلی در ۲ اوت ۲۰۱۹ آغاز شد، و در ۱۹ سپتامبر ۲۰۱۹ به پایان رسید. فیلمبرداری در شهر نیویورک انجام شده‌است.

## انتشار فیلم
در آوریل سال ۲۰۲۰، نتفلیکس حق پخش این فیلم را به مبلغ ۲۰ میلیون دلار به دست آورد. در سال ۲۰۲۱ عرضه خواهد شد.